# Esther Takei Nishio
Esther Takei Nishio (15 de fevereiro de 1925 - 1 de outubro de 2019) foi uma norte-americana da Califórnia, encarcerada no Granada War Relocation Center, no Colorado, durante a Segunda Guerra Mundial. Ela foi a primeira estudante nipo-americana a matricular-se em uma universidade da Califórnia depois de retornar do acampamento, em 1944, quando foi escolhida como caso de teste para reassentamento.

## Juventude
Esther Kazue Takei nasceu em Los Angeles, Califórnia, filha de Shigehisa "Harry" Takei e Ninoe Takei. Ela foi criada em Venice Beach, onde os seus pais nascidos no Japão administravam barracas ao longo do cais. Aos 6 anos, ela foi escolhida para ser uma "mascote" da equipa japonesa nos Jogos Olímpicos de Verão de 1932, em Los Angeles.

## Segunda Guerra Mundial
Na adolescência, no último ano da Venice High School, ela foi encarcerada com a sua família no Granada War Relocation Center em Granada, Colorado, de 1942 a 1944. “Eu pensei, bem, eu acho que, como um bom cidadão norte-americano, temos que fazer o que o governo quer que façamos”, ela lembrou muitos anos depois. Ela trabalhou como assistente de dentista no campo de internamento e desenhou um cartoon semanal, "Ama-Chan", para o jornal do campo, o Granada Pioneer. Ela também trabalhou brevemente como empregada doméstica para uma família em Boulder, Colorado.
Em 1944, ela foi autorizada a retornar à Califórnia e a se matricular no Pasadena Junior College, como um "caso de teste" para o reassentamento nipo-americano após a guerra. Durante o seu tempo como estudante, ela morou com a família de Hugh Anderson, um contabilista quaker em Altadena. A sua inscrição foi saudada com ameaças e perseguições de nativistas anti-japoneses da área; alunos solidários e outras pessoas se ofereceram para caminhar com ela no campus, para sua segurança. O diretor da War Relocation Authority, Dillon S. Myer, manteve a decisão de permitir a inscrição de Takei. "O seu reassentamento finalmente bem-sucedido ajudou a pavimentar o caminho para o retorno em massa de nipo-americanos à Costa Oeste a partir de janeiro de 1945", observou.
Takei deixou a faculdade sem se formar para ajudar os seus pais a se restabelecerem em Los Angeles; em 2008, o Pasadena City College concedeu-lhe um diploma honorário.

## Depois da guerra
Nishio trabalhou como secretária. Os seus pais mudaram-se para o Japão em 1958. Ela testemunhou perante a Comissão de Realocação e Internamento de Civis em Tempo de Guerra de 1981. Em 1999, ela concedeu uma entrevista de história oral ao Museu Nacional Japonês Americano. Ela foi nomeada Mulher do Ano na Califórnia em 2012. Naquele ano, ela falou em um painel no primeiro evento do Dia Fred Korematsu em Pasadena.
Esther Takei casou-se com um colega nipo-americano interno, Shigeto Nishio, em 1947; eles tiveram um filho, John. Ela morreu em 2019, aos 94 anos, em Pasadena, Califórnia. Há uma caixa com os seus papéis, incluindo cartas, fotografias e o seu crachá de identificação de 1944, no Museu Nacional Japonês Americano em Los Angeles.